# Закусочная Боба. Фильм
«Закусочная Боба. Фильм» (англ. The Bob’s Burgers Movie) — американский полнометражный мультфильм режиссёра Лорена Бушара, основанный на мультсериале «Закусочная Боба».
Его мировая премьера состоялась в кинотеатре «El Capitan» 17 мая 2022 года. Он получил хорошие отзывы критиков, но потерпел кассовый провал из-за того, что он вышел вовремя пандемии COVID-19, а также из-за североамериканского проката наряду с «Топ Ган: Мэверик». Мультфильм посвящён Дэйву Крику и Дэннису Фуллеру, которые скончались до премьеры мультфильма.

## Сюжет
Ничто так не объединяет семью как мелкие неудачи. У скромной закусочной Боба появились новые конкуренты, и теперь хозяину заведения приходится буквально из кожи вон лезть, чтобы удержаться на плаву. Неожиданным подспорьем для Боба могут оказаться собственные непутевые отпрыски, способные как следует попортить нервы Джимми Престо, мозолящему глаза своей пиццерией напротив.

## Роли озвучивали
- Х. Джон Бенджамин — Боб Белчер[англ.] и ещё несколько второстепенных персонажей
- Джон Робертс — Линда Белчер, Джослин
- Дэн Минтц — Тина Белчер
- Юджин Мирман — Джин Белчер
- Кристен Шаал — Луиза Белчер
- Дэвид Уэйн — Гровер Фишодер
- Зак Галифианакис — Феликс Фишодер
- Кевин Клайн — Кэлвин Фишодер
- Ларри Мерфи — Тэдди
- Гэри Коул — сержант Боско
- Пол Ф. Томпкинс — Карни
- Джон Кубин — Микки
- Ник Ролл — Карни
- Крэйг Энтон — мистер Доулинг
- Дэвид Херман — мистер Фронд, робот
- Джейм Мойер — продавщица билетов
- Брайан Хаски — Руди
- Бобби Тисдэйл — Зик
- Стефани Беатриз — Хлоя Барбаш
- Джордан Пил — Фанни
- Роб Хюбель — Диззи Дог Карни

## Производство
4 октября 2017 года кинокомпания 20th Century Fox проанонсировала полнометражный мультфильм, основанный на мультсериале «Закусочная Боба» и пообещала выпустить 17 июля 2020 года.
Лорен Бушар сказал, что полнометражный фильм устранит все проблемы, которые испытали фанаты мультсериала и привлечёт новую аудиторию. 18 июля 2018 года Бушар сказал, что сценарий был представлен и принят студиями.
24 сентября 2020 года Х. Джон Бенжамин сказал, что работа над полнометражным мультфильмом ведётся удалёно из-за пандемии COVID-19, а также сообщил, что озвучка уже началась.
Бушар сказал, что бюджет полнометражного мультфильма составил 38 млн $, а на маркетинг — 20 млн $.

## Музыка
Музыка для мультфильма была написана Тимом Дейвисом, а Лорен Бушар и Нора Смитт писали песни.

## Релиз
Мировая премьера состоялась 17 мая 2022 года в El Capitan Theater в Голливуде, а кинотеатральный показ состоялся в США 27 мая 2022 года.
Фильм собрал 32 млн $ в Северной Америке (вместе с фильмом Топ Ган: Мэверик) и 2.2 млн $ в других странах при бюджете 38 млн $, что делает мультфильм одним из кассовых провалов 2022 года.

## Критика
На сайте Rotten Tomatoes рейтинг составляет 88 из 100, со средней оценкой 7 из 10. Консенсус гласит: «„Закусочная Боба. Фильм“ предлагает всю сердечность, юмор и умные обратные вызовы, которые будут искать поклонники шоу, оставаясь при этом интересной отправной точкой для необращенных.». На Metacritic имеет 75 из 100, что означает «в целом положительные отзывы».